# Kavarna
Kavarna (Bulgaars: Каварна) is een Bulgaarse stad aan de Zwarte Zee in de regio Dobroedzja. Zij is gelegen in de gelijknamige gemeente Kavarna, oblast Dobritsj. De stad ligt vlak bij Varna en Dobrich aan de E87. Het is een kustplaats met onder andere een haven en kleine stranden.

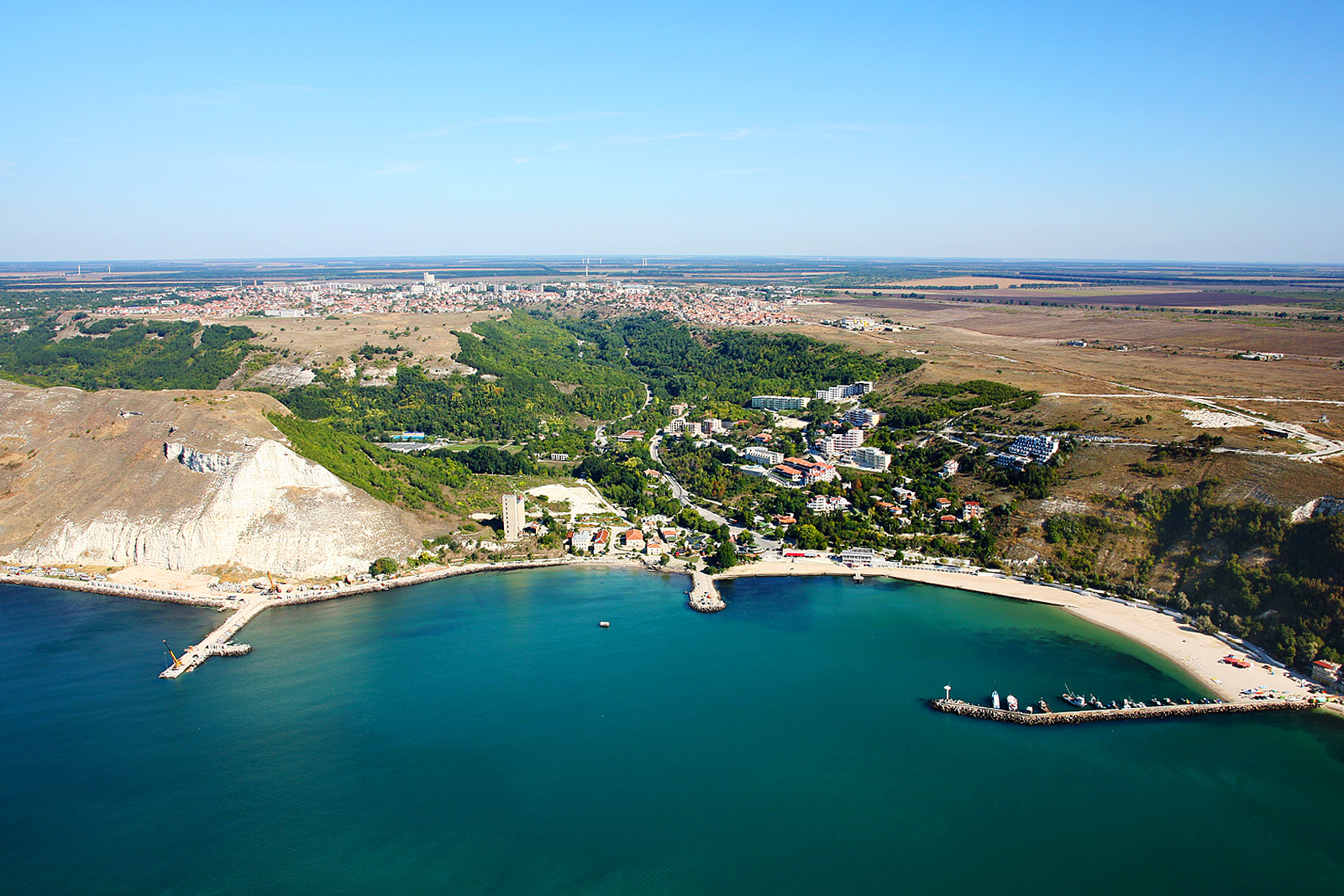
Uitzicht op de Zwarte Zee

## Geschiedenis
De stad werd in de vijfde eeuw voor Christus gesticht door de Oude Grieken en stortte na een aardbeving in de eerste eeuw voor Christus grotendeels in zee. In de Romeinse tijd werd de stad weer opgebouwd.

## Bevolking
Op 31 december 2019 telde de gemeente Kavarna 13.877 inwoners, waarvan 10.690 in de stad zelf en de overige 3.187 inwoners in een van de 20 dorpen op het platteland. Het dorp Balgarevo is het grootste dorp met 1.089 inwoners per 31 december 2019, gevolgd door de dorpen Septemvrijtsi (427 inwoners) en Belgoen (334 inwoners). Sinds 1934 is het inwonersaantal van de stad Kavarna verdubbeld, terwijl het inwonersaantal op het platteland meer dan gehalveerd is (van 8.632 personen in 1934 naar 3.187 personen in 2019). 
| stad Kavarna     | 4.787  | 5.652  | 7.053  | 8.300  | 10.881 | 12.033 | 12.139 | 11.479 | 11.549 | 10.690 |
| gemeente Kavarna | 13.419 | 15.571 | 18.554 | 19.375 | 19.709 | 19.109 | 18.044 | 16.688 | 15.358 | 13.877 |

#### Religie
In de volkstelling van 1 februari 2011 was het invullen van een geloofsovertuiging optioneel. Van de 15.358 mensen die werden geregistreerd in de volkstelling van 2011 kozen 4.444 personen (28,9%) ervoor om hun religieuze overtuiging niet te specificeren. Van de 10.914 respondenten behoorden 7.699 personen tot de Bulgaars-Orthodoxe Kerk (70,5%). De grootste minderheidsreligie was de islam (1.146 personen, oftewel 10,5%) of mensen zonder religie (843 personen, oftewel 7,7%). Er werden 39 katholieken en 24 protestanten geteld.

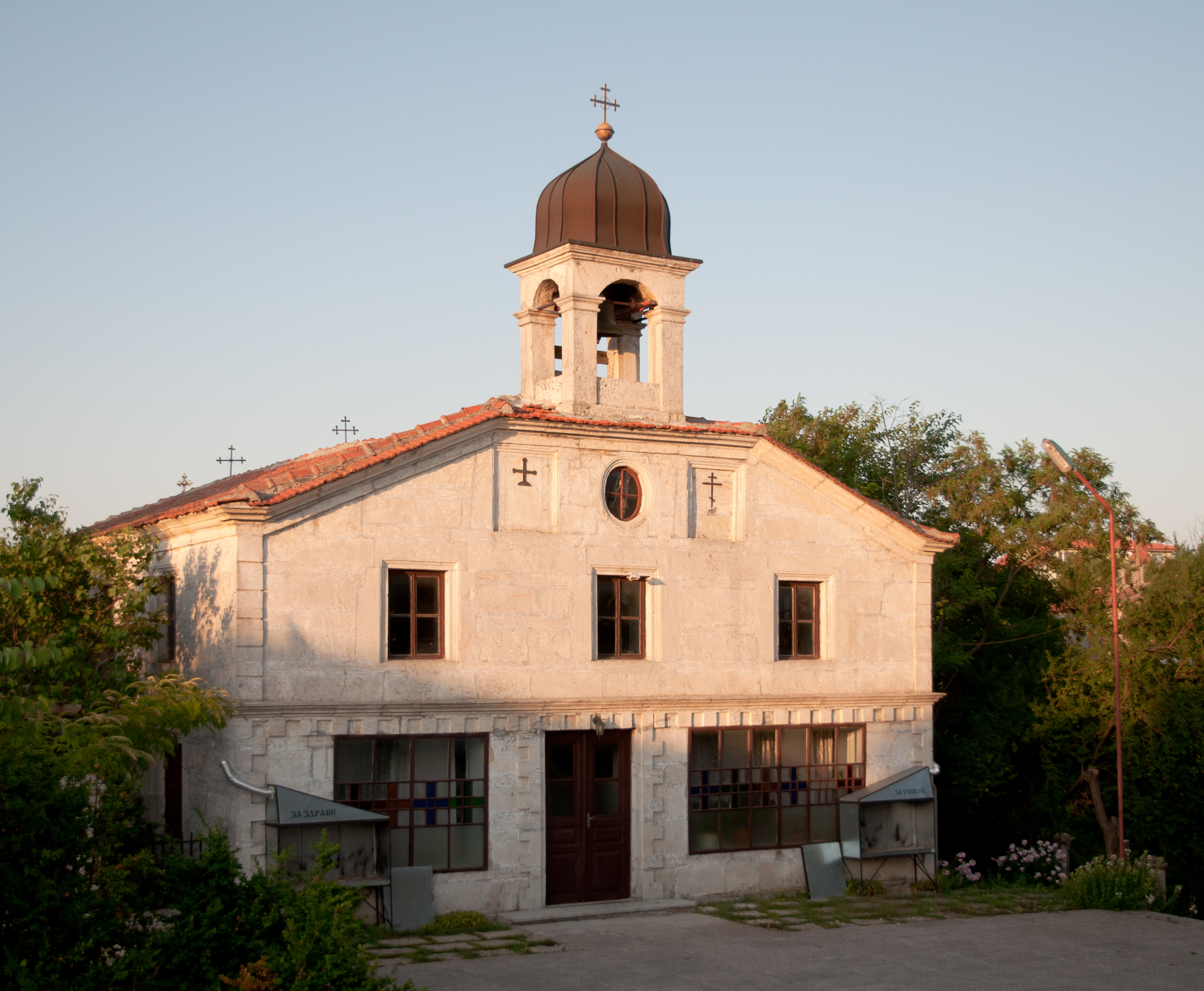
Een kerk in Kavarna

## Sport
Voetbalclub Kaliakra Kavarna komt uit de stad. In 2012 vond in deze stad het WK halve marathon plaats.